# Epistreptus sabanilla
Epistreptus sabanilla är en mångfotingart som beskrevs av Niels Krabbe 1982. Epistreptus sabanilla ingår i släktet Epistreptus och familjen Spirostreptidae. Inga underarter finns listade i Catalogue of Life.